# Krukt
Krukt is een spinnengeslacht in de taxonomische indeling van de Zoropsidae. Het geslacht werd in 2005 beschreven door Raven & Stumkat.

## Onderliggende soorten
- Krukt cannoni Raven & Stumkat, 2005
- Krukt ebbenielseni Raven & Stumkat, 2005
- Krukt megma Raven & Stumkat, 2005
- Krukt piligyna Raven & Stumkat, 2005
- Krukt vicoopsae Raven & Stumkat, 2005